# Bandera de Mozoncillo
La bandera de Mozoncillo es, junto a su escudo, el símbolo más importante de Mozoncillo, municipio de la provincia de Segovia, comunidad autónoma de Castilla y León, en España. 

## Descripción
La bandera de Mozoncillo fue oficializada el 29 de septiembre de 2006, y su descripción heráldica es:

«Bandera rectangular, de proporciones 2:3, formada por tres franjas horizontales iguales, siendo verde la superior, blanca la central y azul la inferior, pudiendo llevar el escudo municipal en el centro de la bandera.»
Boletín Oficial de Castilla y León nº 40/2007